# Luise Krüger
Luise Krüger, född 11 januari 1915 i Dresden, död 13 juni 2001 i Dresden, var en tysk friidrottare.
Krüger blev bronsmedaljör i spjut vid den IV.e damolympiaden 1934 i London. Hon blev även olympisk silvermedaljör i spjutkastning vid sommarspelen 1936 i Berlin.